# Haut-relief

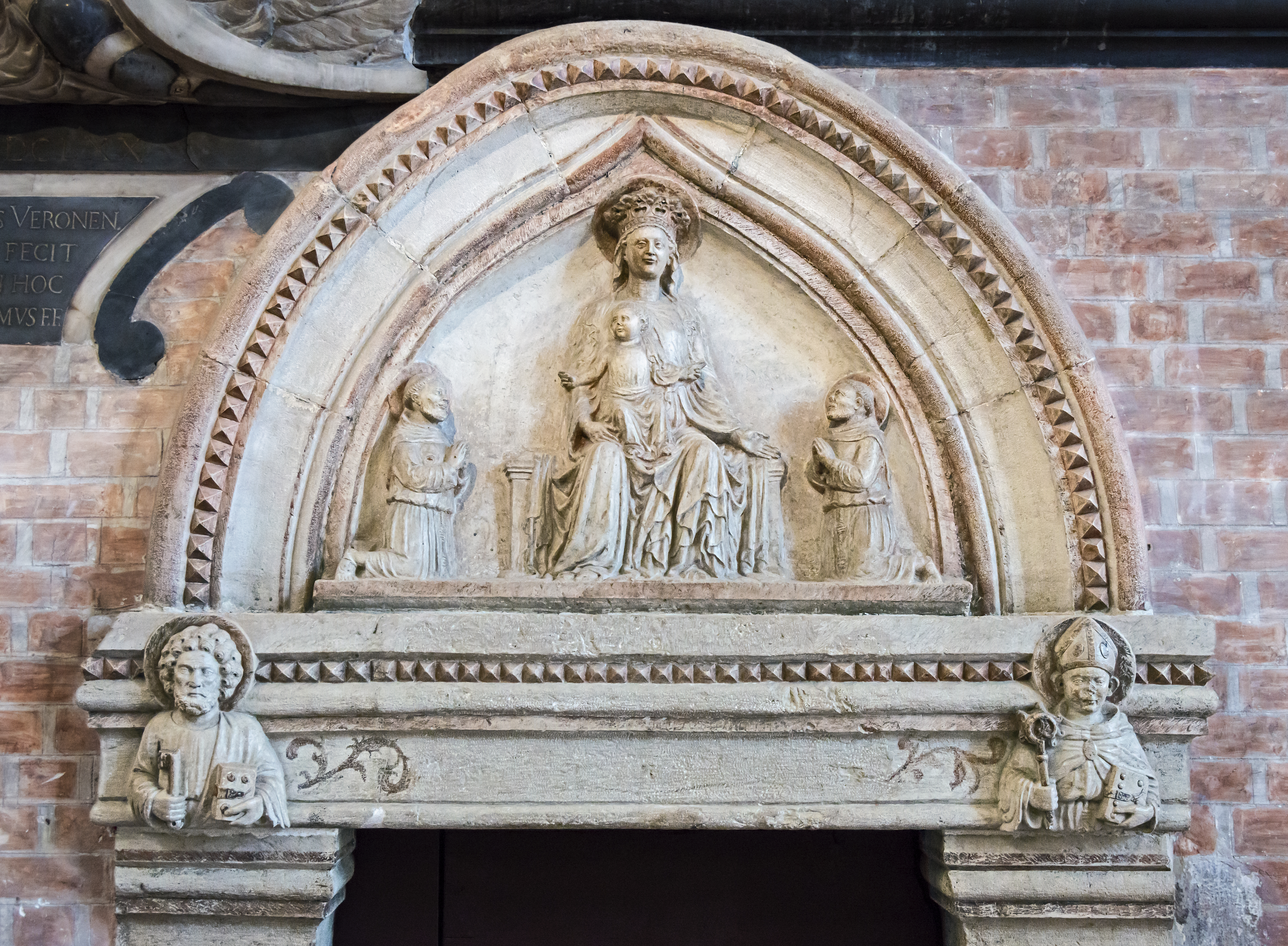
Vierge à l'Enfant, XIVe siècle (basilique des Frari à Venise).

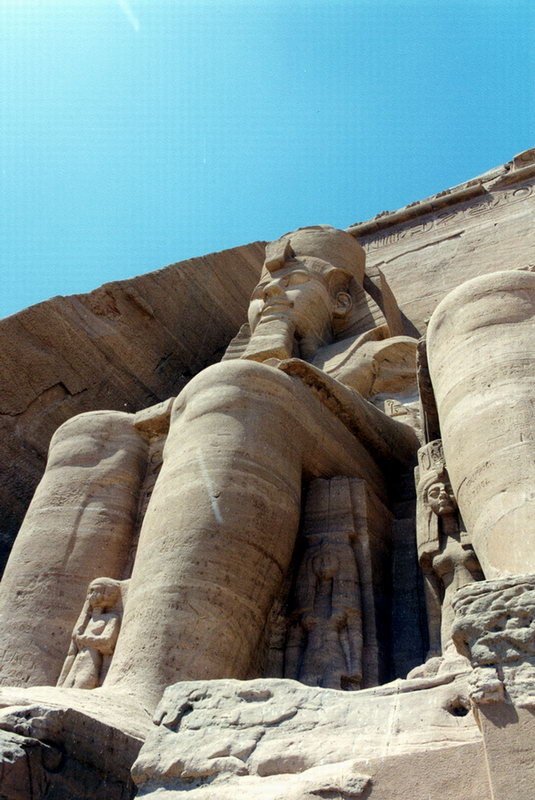
Ramsès II sculpté en haut-relief (Abou Simbel), art de l'Égypte antique.

Le haut-relief est une technique de sculpture en trois dimensions, intermédiaire entre la ronde-bosse et le bas-relief : le sujet, généralement figuratif et humain, est presque entièrement sculpté en ronde-bosse mais n'est pas détaché du fond. Un très haut-relief, étant adossé à son arrière-plan, le fond sur lequel il se détache, est moins travaillé, par principe, sur sa face arrière. Ces fonds, ou des éléments d'encadrement, sont souvent travaillés en bas-relief, créant ainsi une hiérarchie entre les sujets par leur traitement. C'est souvent le cas dans les hauts-reliefs des temples hindouistes.
Par référence à la sculpture en ronde-bosse, le haut-relief est appelé également demi-bosse.